# Arnold Redler
Arnold Redler (Devon, setembro de 1875 — outubro de 1958) foi um industrial britânico. Fundou a companhia Redler Limited in Stroud, Gloucestershire em 1920, reconhecido como o "pai" do princípio do transporte de materiais a granel.

## Vida
Filho de Thomas John Redler, um moedor de grãos, e Georgina Relder, Arnold foi o segundo mais jovem dos seis filhos da família. Seu pai comprou o moinho do capitão George Beadon, quando Arnold tinha 14 anos de idade.